# Хвойка Вікентій В'ячеславович
Хво́йка Віке́нтій В'ячесла́вович (чеськ. Čeněk Chvojka; 21 лютого 1850, Семин, Богемське королівство, Австрійська імперія — 20 жовтня [2 листопада] 1914, Київ, Київська губернія, Російська імперія) — український археолог, педагог чеського походження. Досліджував Трипільську, Черняхівську та Зарубинецьку культури.

## Життєпис

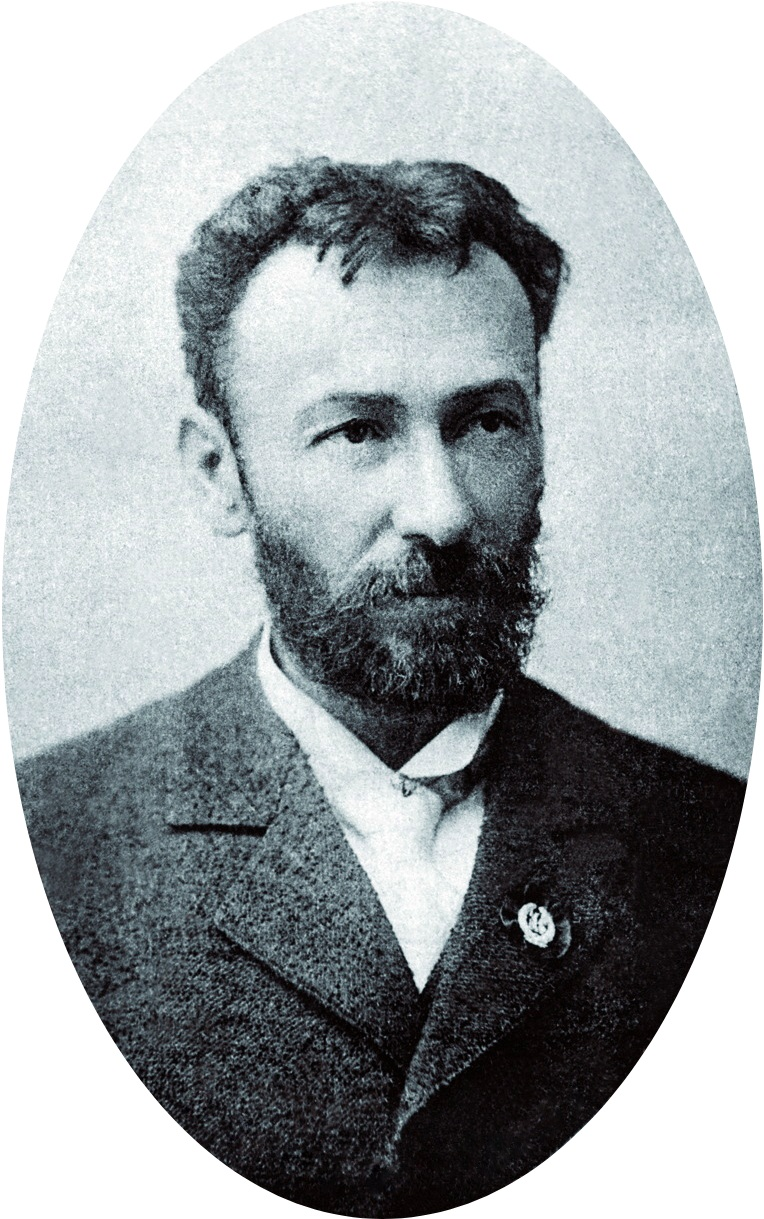
Вікентій Хвойка в 1890-ті роки

Братська могила 1240 року, розкопана Вікентієм Хвойкою

Вікентій Хвойка народився 1850 року в селі Семині на Ельбі (Богемське королівство, Австрійська імперія) у старовинній шляхетській родині. Мешкав у місті Хрудім (Чехія), де закінчив навчання у комерційному училищі,єї та у Празі. 1876 року переїхав до Києва, де жив і працював учителем.
З 1890-х років почав займатися археологією, не маючи спеціальної освіти, здійснивши низку розкопок у Києві та на Наддніпрянщині; співпрацював із культурними діячами Києва, які гуртувалися в Товаристві шанувальників старовини та мистецтва.
З 1904 року — кустос археологічного відділу Київського міського музею. 1893 року відкрив і дослідив пізньопалеолітичну Кирилівську стоянку, яка існувала близько 20 тисяч років тому на Подолі в Києві, де виявлено скупчення великих кісток мамонтів.
Розкопки палеолітичних стоянок, крім Кирилівської, в урочищі Протасів Яр у Києві, у селі Селище на Черкащині та інші тривали десять років. У цих розкопках брав участь і Володимир Антонович.
1896 року відкрив пам'ятки трипільської культури в селах Трипілля, Жуківці, Стайки на Київщині, а також на березі Дніпра в Києві. Визначив місце цієї культури, зробив класифікацію пам'яток і встановив час її виникнення (IV-III тисячоліття до н. е.). Власне назва «трипільська культура» з'явилася в праці Вікентія Хвойки про розкопки поселень 1901 року біля міст Канева та Ржищіва на Київщині.
Хвойка вважав трипільську культуру автохтонною. Її залишили пращури слов'ян — арійські племена, які були першими землеробами на теренах Середнього Придніпров'я. Вони мешкали на цій території упродовж тисячоліть і пережили всі численні переселення азійських та європейських племен, утримали «краї предків до сьогодення».

За часів існування Російської імперії «південно-західною Росією» називали територію сучасної України, а Хвойка висунув гіпотезу, згідно з якою 
|  | народ, який створив ці пам'ятки, не міг зникнути безслідно і був ніхто інший, як гілка арійського племені, котрій по праву належить ім'я протослов'ян і нащадки котрої й донині населяють південно-західну Росію. |

Досліджував пам'ятки бронзової доби, городища й кургани скіфів, зокрема Пастирське (1898) і Мотронинське городища на Черкащині.
У 1898—1900 роках провів розкопки на Середньому Придніпров'ї та відкрив могильники з трупоспаленнями в урнах, так звані поля поховань, які належать до Зарубинецької (II століття до н. е. — II століття) і Черняхівської (II—V століття) культур.
Відіграв велику роль у заснуванні в 1899 році Київського музею старожитностей та мистецтв — тепер це Національний музей історії України. Хвойка був першим хранителем його археологічного відділу. Досліджував пам'ятки східних слов'ян, зокрема поселення VII—VIII століть у Пастирському городищі та могильниках сіверян у селі Броварки на Гадяччині, доводячи автохтонність слов'янського населення Середнього Придніпров'я.
Значну увагу присвятив дослідженню Київської Русі, особливо Києву, де здійснив розкопки на горі Киселівці (1894 рік), Старокиївській горі (1907—1908 роки), де були виявлені житла і майстерні ремісників та вироби з кістки, заліза, срібла, скла. Він провів розкопки давньоруських міст — городищ з оборонними спорудами і руїнами храмів Білгорода на Ірпіні, Витачева на Дніпрі, Шарки на Київщині, селі Кононча на Черкащині.
У праці «До питання про слов'ян» (1902 рік) він заявив, що у Середньому Придніпров'ї
|  | з незапам'ятних часів протягом цілих віків жив осілий землеробський народ арійського походження, у якому я вбачаю тільки наших предків-слов'ян, і, крім того, вважаю його терен європейською прабатьківщиною. |

У 1903 році вивчав пам'ятки українського середньовіччя, вів розкопки на Замковій горі в Чигирині, де знайдено рештки споруд з XV—XVI століть.
Вікентій Хвойка був дійсним членом 11 наукових товариств:
- Імператорського Московського археологічного товариства;
- Імператорського Одеського товариства історії та старожитностей;
- Київського товариства старожитностей і мистецтв;
- Київського товариства охорони пам'яток старовини та мистецтва;
- членом-співробітником Російського археологічного інституту в Константинополі

тощо.
Здобуті Хвойкою колекції, а також рукописні матеріали зберігаються та експонуються в Національному музеї історії України (Київ) та в Державному історичному музеї Москви.
Спочив 20 жовтня [2 листопада] 1914 року. Його поховали на польській дільниці Байкового кладовища в Києві. Могила знаходиться навпроти «Готичної брами».

## Галерея

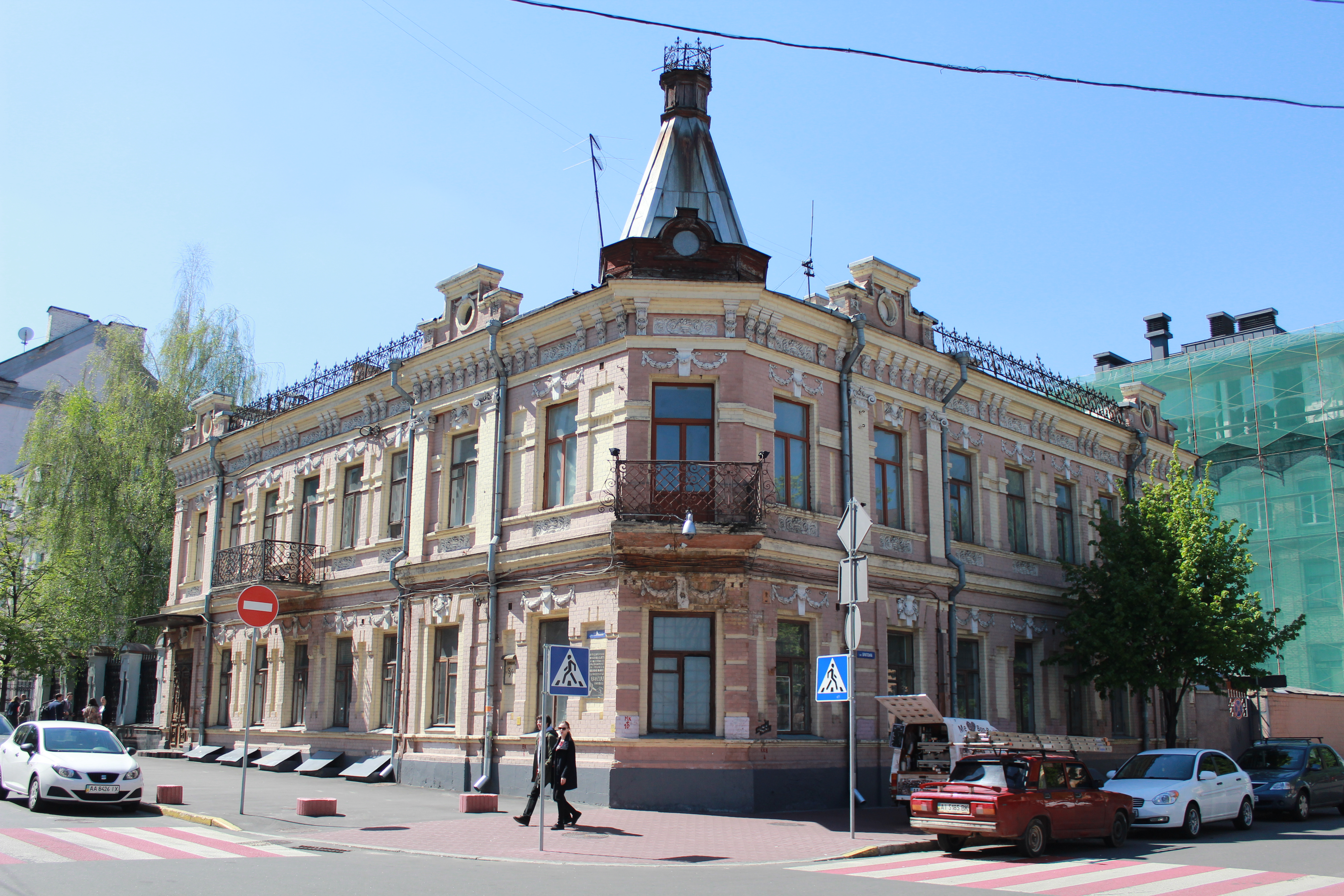
Будинок, у якому в 1898–1914 мешкав Вікентій Хвойка. Київ, вул. Ігорівська, 9/1. Фото 28 квітня 2016
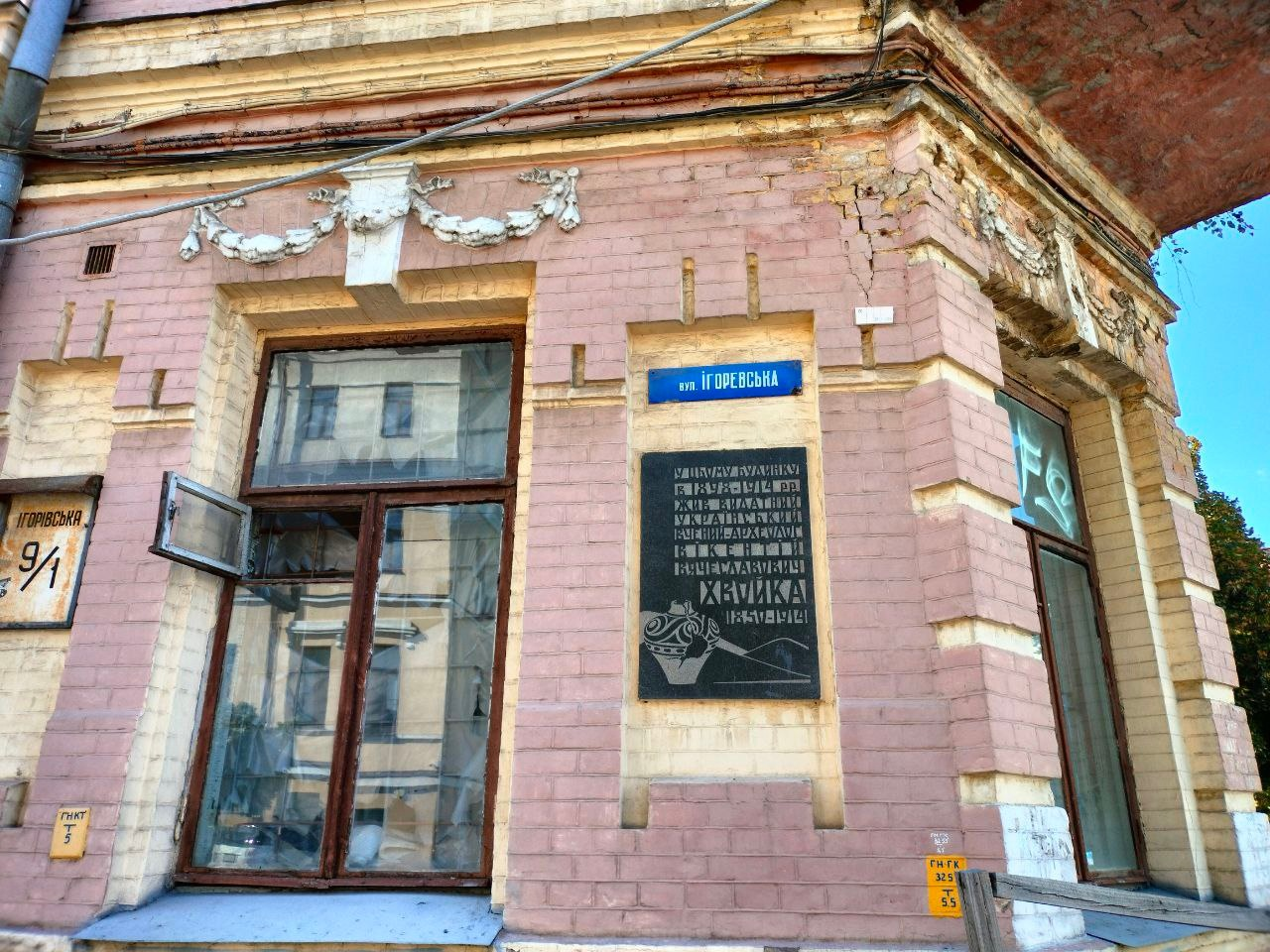
Меморіальна дошка на будинку Вікентія Хвойки (відкрита 1967 року). Архітектор Маріоніла Говденко
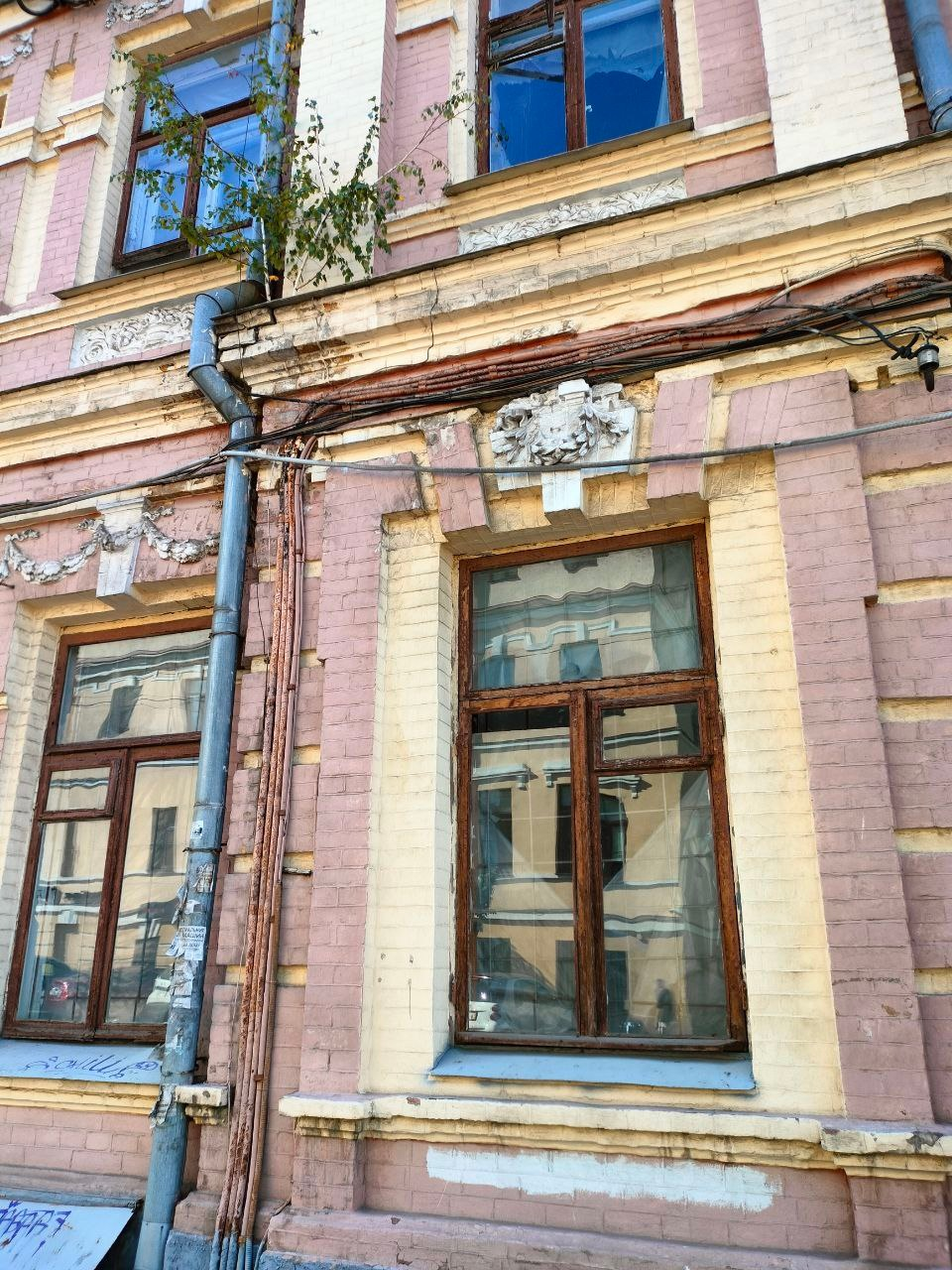
Дерева, які ростуть у щілинах будинку Вікентія Хвойки. Фото 14 серпня 2024
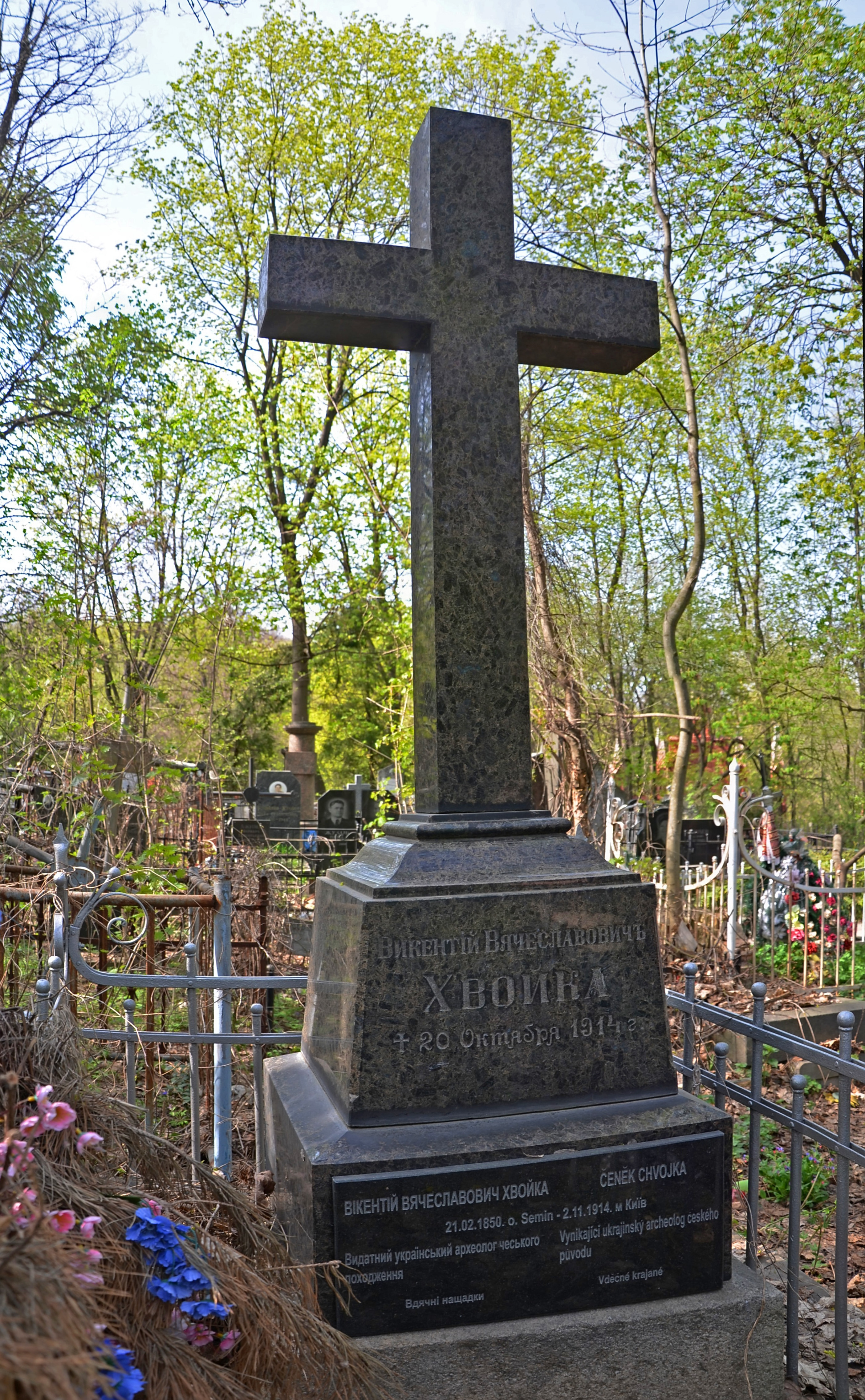
Могила на Байковому кладовищі
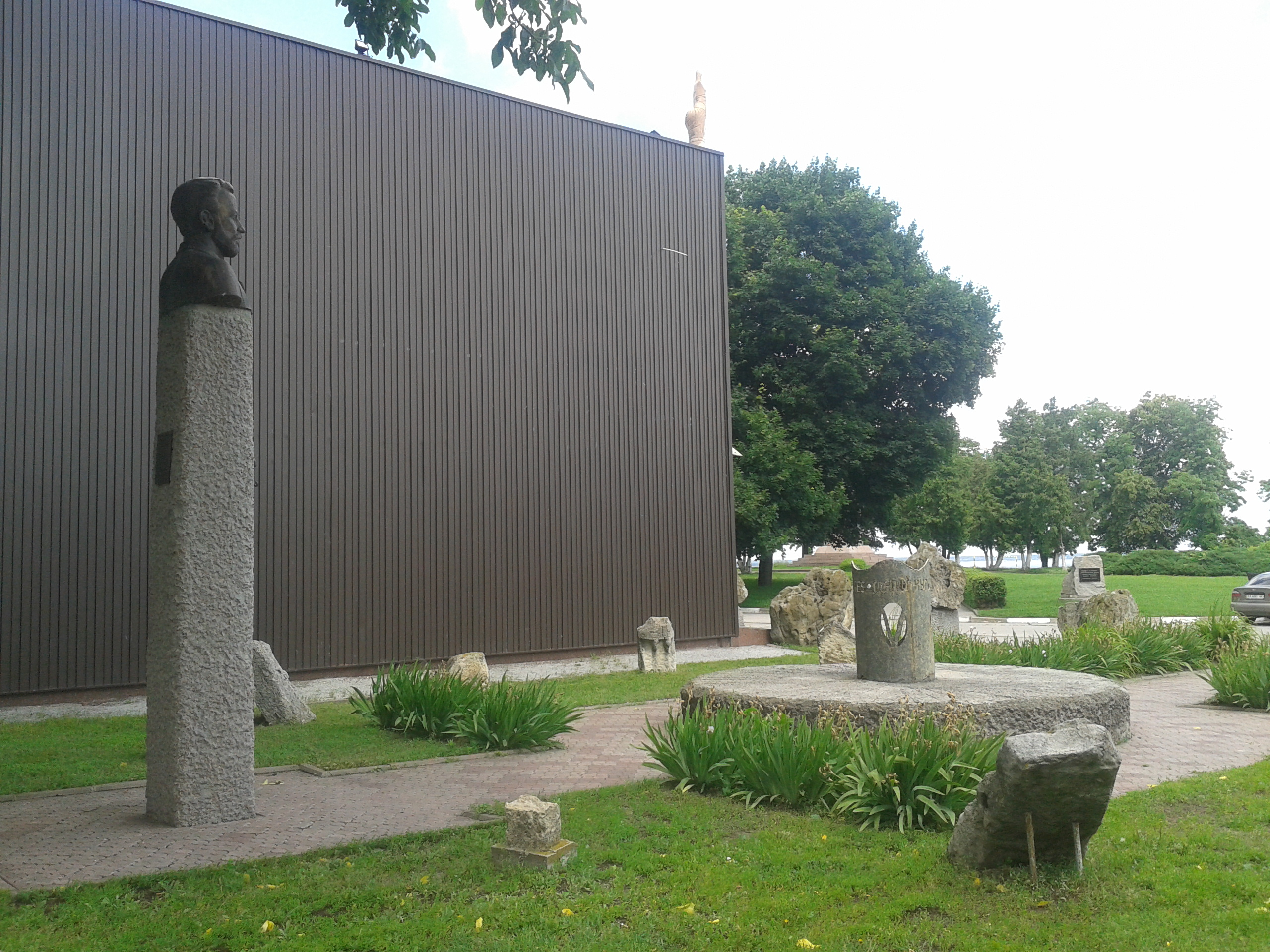
Погруддя в Трипіллі
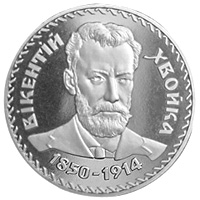
Ювілейна монета з портретом Вікентія Хвойки

## Праці
Брав участь у роботі XI—XIV Всеросійських археологічних з'їздів, його знахідки високо оцінено на XI археологічному з'їзді в Києві в 1899 році.
Був автором понад 20 праць і статей:
- «Каменный век Приднепровья» (1901 рік) (рос.);
- «Раскопки в области трипольской культуры» (1901 рік) (рос.);
- «Поля погребений в Среднем Приднепровье» (1901 рік) (рос.);
- «Киево-Кирилловская палеолитическая стоянка и культура эпохи мадлен» (1903 рік) (рос.);
- Хвойко В. В. Городища Среднего Приднепровья, их значение, древность и народность // Труды XII археологического сьезда. Т. І. Москва, 1905. С. 99—101.
- «Древние обитатели Среднего Приднепровья и их культура в доисторические времена» (1913 рік) (рос.);
- Исторический музей гвардейской артиллерии // Русский инвалид. — 1892. — 5 января. (рос.);
- История гвардейской артиллерии с 1682 по 1896 год. СПб., 1896. (рос.);
- К истории Петровского Полтавского кадетского корпуса // Русский инвалид. — 1900. — 9 декабря. (рос.);
- Краеведение в России во второй половине XVIII века // Краеведение. — 1926. — Т. 3. — С. 333—343. (рос.).

## Пам'ять
- Вулиці на честь Вікентія Хвойки є в Києві, Ходосівці та Черкасах.
- На честь археолога випустили пам'ятну ювілейну монету.
- Вікентій Хвойка був згаданий у пісні ТНМК «Історія України за 5 Хвилин».[3]
- У 2009 році в селі Халеп'я Обухівського району Київської області відкрито Музей Вікентія Хвойки[4]